# Eunidia ceylanica
Eunidia ceylanica är en skalbaggsart som beskrevs av Thomson 1868. Eunidia ceylanica ingår i släktet Eunidia och familjen långhorningar.
Artens utbredningsområde är Sri Lanka. Inga underarter finns listade i Catalogue of Life.